# Danh sách đĩa nhạc của Fergie
Ca sĩ người Mỹ Fergie đã phát hành album phòng thu, 17 đĩa đơn (bao gồm 7 ca khúc hát đệm), và 11 video ca nhạc. Vào năm 2005, sau khi phát hành hai album phòng thu cùng với nhóm nhạc The Black Eyed Peas, Fergie công bố rằng cô đã bắt đầu với dự án solo, và cho phát hành vào cuối năm 2006.
Album ra mắt của Fergie, The Dutchess, được phát hành vào tháng 9 năm 2006 và đứng vị trí thử 3 trên bảng xếp hạng Billboard 200. Một năm sau, album đã giành được vị trí thứ hai. Album phát hành 4 đĩa đơn xếp vị trí top 5 ở Mỹ, khiến cho The Dutchess trở thành album ra mắt đầu tiên đạt được thành tích này kể từ album 'Girl You Know It's True của Milli Vanilli. Đĩa đơn "London Bridge", "Glamorous" với Ludacris và "Big Girls Don't Cry" đạt vị trí đầu tiên tại bảng xếp hạng Billboard Hot 100 ("London Bridge" giữ vị trí đầu tiên trong vòng 3 tuần) Điều đó đã khiến Fergie trở thành nữ ca sĩ đầu tiên với 3 đĩa đơn xếp vị trí đầu tiên trong 1 album kể từ Christina Aguilera đạt được vào năm 2000. Đĩa đơn thứ hai, "Fergalicious" với will.i.am, và đĩa đơn thứ năm, "Clumsy", tuần tự đạt vị trí thứ hai và thứ tự. Đĩa đơn đã bán hơn hai triệu lượt tải xuống ở Mỹ, khiến cho The Dutchess album duy nhất phát hành 5 đĩa đơn làm được điều đó. Album trở thành album bán chạy thứ 3 tại Mỹ vào năm 2007, và thứ hai mươi trên toàn cầu. Album đã bán được 3,9 triệu bản ở Mỹ, và 8 triệu bản trên toàn cầu.
Album phòng thu thứ hai của cô lên lịch phát hành vào năm 2017. Đĩa đơn chủ đề, "L.A. Love (La La)" được phát hành vào tháng 9 năm 2014, và được quảng bá thành công ở Anh, xếp vị trí thứ 3 UK Singles Chart. Trong lúc đó tại Mỹ, đĩa đơn xếp vị trí thứ 27 trên Hot 100 và vị trí thứ 5 trên Hot Rap Songs. Fergie tái quảng bá album phòng thu thứ hai Double Dutchess với phát hành 2 teaser video, "Hungry" và đĩa đơn chủ đề "M.I.L.F. $".

## Album

### Album phòng thu
| Tiêu đề                                                                                    | Chi tiết album                                                                                             | Vị trí cao nhất | Vị trí cao nhất | Vị trí cao nhất | Vị trí cao nhất | Vị trí cao nhất | Vị trí cao nhất | Vị trí cao nhất | Vị trí cao nhất | Vị trí cao nhất | Vị trí cao nhất | Doanh thu                       | Chứng chỉ |
| Tiêu đề                                                                                    | Chi tiết album                                                                                             | US              | AUS             | AUT             | CAN             | GER             | IRE             | NZ              | SWE             | SWI             | UK              | Doanh thu                       | Chứng chỉ |
| ------------------------------------------------------------------------------------------ | --- | --------------- | --------------- | --------------- | --------------- | --------------- | --------------- | --------------- | --------------- | --------------- | --------------- | ------------------------------- | --- |
| The Dutchess                                                                               | - Phát hành: 19 tháng 9 năm 2006 - Hãng đĩa: A&M, will.i.am - Định dạng: CD, Tải nhạc xuống, Đĩa than      | 2               | 1               | 17              | 4               | 11              | 9               | 2               | 35              | 11              | 18              | - WW: 8,000,000 - US: 3,900,000 | - RIAA: 5× Bạch kim - ARIA: 4× Bạch kim - BPI: Bạch kim - BVMI: Vàng - IFPI SWI: Vàng - MC: 3× Bạch kim - RMNZ: Bạch kim |
| Double Dutchess                                                                            | - Phát hành: 22 tháng 9 năm 2017 - Hãng đĩa: Dutchess Music, BMG - Định dạng: CD, Tải nhạc xuống, đĩa than | 19              | 39              | —               | 23              | 65              | —               | —               | —               | 69              | 49              | - US: 39,000                    | |
| "—" biểu thị phát hành không có bảng xếp hạng hoặc không được phát hành trên quốc gia này. | |                 |                 |                 |                 |                 |                 |                 |                 |                 |                 |                                 | |

### Đĩa mở rộng
| Tiêu đề                            | Chi tiết album                                                                           | Vị trí cao nhất |
| Tiêu đề                            | Chi tiết album                                                                           | US              |
| ---------------------------------- | ---------------------------------------------------------------------------------------- | --------------- |
| 5-Live Tracks (Wal-Mart Exclusive) | - Phát hành: 20 tháng 11 năm 2007 - Hãng đĩa: will.i.am, A&M - Định dạng: Tải nhạc xuống | —               |
| As Cinco Melhores                  | - Phát hành: Tháng 12 năm 2007 - Hãng đĩa: will.i.am, A&M - Định dạng: Tải nhạc xuống    | —               |
| The Dutchess Deluxe EP             | - Phát hành: 27 tháng 5 năm 2008 - Hãng đĩa: A&M, will.i.am - Định dạng: Tải nhạc xuống  | 46              |
| Fergie Hit Pac - 5 Series          | - Phát hành: Tháng 8 năm 2009 - Hãng đĩa: will.i.am, A&M - Định dạng: Tải nhạc xuống     | —               |

## Đĩa đơn

### Hát chính
| "London Bridge"                                                                                    | 2006 | 1  | 3  | —  | 27 | 3  | 8  | 1 | 13 | 6  | 3  | - RIAA: 2× Bạch kim - ARIA: Bạch kim - BPI: Bạc                                                   | The Dutchess     |
| "Fergalicious" (featuring will.i.am)                                                               | 2006 | 2  | 4  | 24 | 15 | 23 | —  | 5 | 22 | 29 | —  | - RIAA: 4× Bạch kim - ARIA: 2× Bạch kim - BPI: Bạc - RMNZ: Vàng                                   | The Dutchess     |
| "Glamorous" (featuring Ludacris)                                                                   | 2007 | 1  | 2  | 12 | 32 | 16 | 3  | 9 | —  | 38 | 6  | - RIAA: 3× Bạch kim - ARIA: 3× Bạch kim - BPI: Bạch kim - RMNZ: Vàng                              | The Dutchess     |
| "Big Girls Don't Cry"                                                                              | 2007 | 1  | 1  | 1  | 11 | 6  | 1  | 1 | 4  | 3  | 2  | - RIAA: 4× Bạch kim - ARIA: 5× Bạch kim - BPI: Bạch kim - BVMI: Vàng - GLF: Vàng - RMNZ: Bạch kim | The Dutchess     |
| "Clumsy"                                                                                           | 2007 | 5  | 3  | 4  | —  | 50 | 17 | 4 | 15 | 43 | 62 | - RIAA: 2× Bạch kim - ARIA: 2× Bạch kim - RMNZ: Vàng                                              | The Dutchess     |
| "Finally" (featuring John Legend)                                                                  | 2008 | —  | —  | 61 | —  | —  | —  | — | —  | —  | —  |                                                                                                   | The Dutchess     |
| "A Little Party Never Killed Nobody (All We Got)" (với Q-Tip và GoonRock)                          | 2013 | 77 | 43 | 72 | 27 | 10 | 89 | 3 | 14 | 59 | 90 | - RIAA: Bạch kim - ARIA: Vàng - BVMI: Bạch kim - GLF: Bạch kim - RMNZ: Bạch kim                   | The Great Gatsby |
| "L.A. Love (La La)"                                                                                | 2014 | 27 | 53 | 28 | 72 | 55 | 30 | — | 86 | —  | 3  | - RIAA: Bạch kim - BPI: Bạc                                                                       | Double Dutchess  |
| "M.I.L.F. $"                                                                                       | 2016 | 34 | 26 | 28 | 89 | 89 | 78 | — | —  | —  | 56 | - RIAA: Vàng                                                                                      | Double Dutchess  |
| "Life Goes On"                                                                                     | 2016 | —  | —  | —  | —  | —  | —  | — | —  | —  | —  |                                                                                                   | Double Dutchess  |
| "You Already Know" (featuring Nicki Minaj)                                                         | 2017 | —  | 95 | —  | —  | —  | —  | — | —  | —  | 96 |                                                                                                   | Double Dutchess  |
| "Save It Til Morning"                                                                              | 2017 | —  | —  | —  | —  | —  | —  | — | —  | —  | —  |                                                                                                   | Double Dutchess  |
| "A Little Work"                                                                                    | 2017 | —  | —  | —  | —  | —  | —  | — | —  | —  | —  |                                                                                                   | Double Dutchess  |
| "—" biểu thị cho phát hành không nằm trong bảng xếp hạng hoặc không được phát hành tại khu vực đó. |      |    |    |    |    |    |    |   |    |    |    |                                                                                                   |                  |

### Hát đệm
| Tiêu đề                                                                                            | Năm  | Vị trí cao nhất | Vị trí cao nhất | Vị trí cao nhất | Vị trí cao nhất | Vị trí cao nhất | Vị trí cao nhất | Vị trí cao nhất | Vị trí cao nhất | Vị trí cao nhất | Vị trí cao nhất | Chứng chỉ                                                    | Album                   |
| Tiêu đề                                                                                            | Năm  | US              | AUS             | CAN             | FRA             | GER             | IRE             | NZ              | SWE             | SWI             | UK              | Chứng chỉ                                                    | Album                   |
| -------------------------------------------------------------------------------------------------- | ---- | --------------- | --------------- | --------------- | --------------- | --------------- | --------------- | --------------- | --------------- | --------------- | --------------- | ------------------------------------------------------------ | ----------------------- |
| "Impacto" (Remix) (Daddy Yankee featuring Fergie)                                                  | 2007 | 56              | —               | —               | —               | —               | —               | —               | —               | —               | —               |                                                              | El Cartel: The Big Boss |
| "Party People" (Nelly featuring Fergie)                                                            | 2008 | 40              | 14              | 52              | —               | 23              | 12              | 7               | —               | —               | 14              |                                                              | Brass Knuckles          |
| "That Ain't Cool" (Kumi Koda featuring Fergie)                                                     | 2008 | —               | —               | —               | —               | —               | —               | —               | —               | —               | —               |                                                              | Trick                   |
| "Gettin' Over You" (David Guetta và Chris Willis featuring Fergie và LMFAO)                        | 2010 | 31              | 5               | 12              | 1               | 15              | 4               | 3               | 28              | 11              | 1               | - ARIA: 2× Bạch kim - BPI: Vàng - BVMI: Vàng - GLF: Bạch kim | One More Love           |
| "Beautiful Dangerous" (Slash featuring Fergie)                                                     | 2010 | —               | —               | 58              | —               | 90              | —               | —               | —               | —               | —               |                                                              | Slash                   |
| "—" biểu thị cho phát hành không nằm trong bảng xếp hạng hoặc không được phát hành tại khu vực đó. |      |                 |                 |                 |                 |                 |                 |                 |                 |                 |                 |                                                              |                         |

### Đĩa đơn từ thiện
| "Sing" (Annie Lennox featuring various artists)                                                    | 2007 | —  | —  | —  | — | — | — | —  | —  | — | —  | Songs of Mass Destruction     |
| "Just Stand Up!" (cùng với nghệ sĩ Stand Up to Cancer)                                             | 2008 | 11 | 39 | 10 | — | — | — | 19 | 51 | — | 26 | Đĩa đơn không nằm trong album |
| "We Are the World 25 for Haiti" (cùng với nghệ sĩ hát cho Haiti)                                   | 2010 | 2  | 18 | 7  | — | — | 9 | 8  | 5  | — | 50 | Đĩa đơn không nằm trong album |
| "L.O.V.E. (Let One Voice Emerge)" (featuring nhiều nghệ sĩ)                                        | 2012 | —  | —  | —  | — | — | — | —  | —  | — | —  | Đĩa đơn không nằm trong album |
| "Love Song to the Earth" (cùng với nghệ sĩ tham gia the Earth)                                     | 2015 | —  | —  | —  | — | — | — | —  | —  | — | —  | Đĩa đơn không nằm trong album |
| "#WHERESTHELOVE?" (featuring The World)                                                            | 2017 | —  | —  | —  | — | — | — | —  | —  | — | —  | Đĩa đơn không nằm trong album |
| "—" biểu thị cho phát hành không nằm trong bảng xếp hạng hoặc không được phát hành tại khu vực đó. |      |    |    |    |   |   |   |    |    |   |    |                               |

## Đĩa đơn quảng bá
| "Pick It Up"                                                                                       | 2007 | — | —  | —  | — | The Dutchess           |
| "Labels or Love"                                                                                   | 2008 | — | 15 | 28 | — | Sex and the City       |
| "Here I Come"                                                                                      | 2008 | — | 22 | —  | — | The Dutchess           |
| "Feel Alive" (featuring Pitbull và DJ Poet                                                         | 2012 | — | —  | —  | — | Step Up Revolution     |
| "Netflix" (2 Chainz featuring Fergie)                                                              | 2013 | — | —  | —  | — | B.O.A.T.S. II: Me Time |
| "Hungry" (featuring Rick Ross)                                                                     | 2017 | — | —  | —  | — | Double Dutchess        |
| "—" biểu thị cho phát hành không nằm trong bảng xếp hạng hoặc không được phát hành tại khu vực đó. |      |   |    |    |   |                        |

## Vai trò khách mời
| "Mash Out"                                                                                         | 2003 | will.i.am, MC Lyte               | Must B 21                    |
| "Keep Bouncin' (Street)"                                                                           | 2006 | Too Short, will.i.am, Snoop Dogg | Blow The Whistle             |
| "All Night Long"                                                                                   | 2006 | P. Diddy                         | Press Play                   |
| "I'm Chillin'"                                                                                     | 2006 | The Game                         | Doctor's Advocate            |
| "Glad You're Here"                                                                                 | 2007 | Macy Gray                        | Big                          |
| "Beat It 2008"                                                                                     | 2008 | Michael Jackson                  | Thriller 25                  |
| "The Look Of Love"                                                                                 | 2008 | Sérgio Mendes                    | Encanto                      |
| "Paradise City"                                                                                    | 2010 | Slash, Cypress Hill              | Slash                        |
| "Quando, Quando, Quando"                                                                           | 2010 | Will.i.am                        | Nine (2009 live-action film) |
| "LA"                                                                                               | 2015 | The Game, Will.i.am, Snoop Dogg  | The Documentary 2            |
| "—" biểu thị cho phát hành không nằm trong bảng xếp hạng hoặc không được phát hành tại khu vực đó. |      |                                  |                              |

## Video ca nhạc

### Ca sĩ chính
| Tiêu đề                                                                   | Năm  | Đạo diễn                        | Ref.   |
| ------------------------------------------------------------------------- | ---- | ------------------------------- | ------ |
| "London Bridge"                                                           | 2006 | Marc Webb                       | [ 55 ] |
| "Fergalicious" (featuring will.i.am)                                      | 2006 | Fatima Robinson                 | [ 56 ] |
| "Glamorous" (featuring Ludacris)                                          | 2007 | Dave Meyers                     | [ 57 ] |
| "Big Girls Don't Cry"                                                     | 2007 | Anthony Mandler                 | [ 58 ] |
| "Clumsy"                                                                  | 2007 | Rich Lee Marc Webb              | [ 59 ] |
| "A Little Party Never Killed Nobody (All We Got)" (với Q-Tip và GoonRock) | 2013 | Philip Andelman Fatima Robinson | [ 60 ] |
| "L.A. Love (La La)" (Remix) (featuring YG)                                | 2014 | Rich Lee                        | [ 61 ] |
| "M.I.L.F. $"                                                              | 2016 | Colin Tilley                    | [ 62 ] |
| "Life Goes On"                                                            | 2016 | Chris Marrs Piliero             | [ 63 ] |
| "Hungry"                                                                  | 2017 | Bruno Ilogti                    | [ 64 ] |
| "You Already Know"                                                        | 2017 | Bruno Ilogti                    | [ 64 ] |
| "Enchanté (Carine)"                                                       | 2017 | Bruno Ilogti                    | [ 65 ] |
| "Just Like You"                                                           | 2017 | Bruno Ilogti                    | [ 64 ] |
| "Like It Ain't Nuttin'"                                                   | 2017 | Ben Mor                         | [ 66 ] |
| "Save It Till Morning'"                                                   | 2017 | Alek Keshishian                 | [ 64 ] |
| "A Little Work"                                                           | 2017 | Jonas Åkerlund                  | [ 64 ] |
| "Love is Blind"                                                           | 2017 | Chris Ullens                    | [ 64 ] |
| "Love is Pain"                                                            | 2017 | Nina McNeely                    | [ 64 ] |
| "Tension"                                                                 | 2017 | Fatima Robinson                 | [ 64 ] |
| "Tension" (Version 2)                                                     | 2017 | Fatima Robinson                 | [ 64 ] |

### Hát đệm
| Tiêu đề                                                                       | Năm  | Đạo diễn           | Ref.   |
| ----------------------------------------------------------------------------- | ---- | ------------------ | ------ |
| "Impacto" (Remix) (Daddy Yankee featuring Fergie)                             | 2007 | The Saline Project | [ 67 ] |
| "Party People" (Nelly featuring Fergie)                                       | 2008 | Marc Webb          | [ 68 ] |
| "That Ain't Cool" (Kumi Koda featuring Fergie)                                | 2008 | Fatima Robinson    | [ 69 ] |
| "We Are the World 25 for Haiti" (Fergie among Artists for Haiti)              | 2010 | Paul Haggis        | [ 70 ] |
| "Gettin' Over You" (David Guetta and Chris Willis featuring Fergie and LMFAO) | 2010 | Rich Lee           | [ 71 ] |
| "Beautiful Dangerous" (Slash featuring Fergie)                                | 2010 | Rich Lee           | [ 72 ] |